# Estação María Montez
A Estação María Montez é uma das estações do Metrô de Santo Domingo, situada em Santo Domingo, seguida da Estação Pedro Francisco Bono. Administrada pela Oficina para el Reordenamiento del Transporte (OPRET), é uma das estações terminais da Linha 2.
Foi inaugurada em 1º de abril de 2013. Localiza-se no cruzamento da Rodovia John F. Kennedy com a Avenida Luperón.